# Comitê Internacional de Esportes para Surdos
O Comitê Internacional de Esportes para Surdos é o órgão máximo que organiza eventos desportivos internacionais para os deficientes auditivos, particularmente a Surdolimpíadas (anteriormente chamado de Jogos Mundiais para Surdos). É também chamado de Comitê Internacional de Esportes para os Surdos.
A organização foi fundada em Paris por Eugène-Alcais Rubens, que organizou o primeiro "International Silent Games", em 1924. Rubens foi o presidente da Federação Francesa de Esportes para Surdos.
CISS, agora também chamado de ICSD, está atualmente com sede no estado de Maryland, nos Estados Unidos.